# Max Isserlin

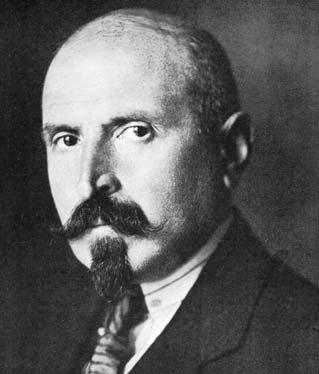
Max Isserlin

Max Isserlin (ur. 1 marca 1879 w Królewcu, zm. 4 lutego 1941 w Sheffield) – niemiecki lekarz psychiatra.

## Życiorys
Urodził się 1 marca 1879 roku w Królewcu, jako syn sprzedawcy Jonasa Isserlina (zm. 1904) i Celine (Mirjam) Halberstadt (zm. 1908). Od 1888 do 1897 uczęszczał do Königliche Gymnasium w Lyck (dziś Ełk). Następnie studiował medycynę na Uniwersytecie Albertyna w Królewcu. Jeszcze jako student pracował w laboratorium fizjologicznym Ludimara Hermanna; po zdaniu egzaminów w 1903 roku specjalizował się w psychiatrii, w klinice Ludwiga Lichtheima, uczęszczał też na wykłady Eugena Hallervordena. W 1907 roku przeniósł się do Bawarii. Pracował w klinikach uniwersyteckich w Gießen i Heidelbergu; po krótkiej przerwie spowodowanej gruźlicą szczytu płuca od 1906 roku pracował w Monachium u Kraepelina, którego był jednym z najważniejszych współpracowników. Zajmował się m.in. psychologią doświadczalną i prostymi odruchami warunkowymi. Pod wpływem prac Junga zainteresował się psychoanalizą. Z czasem stał się krytyczny wobec psychoanalitycznej „sztuki interpretacji” i innych spekulatywnych założeń teorii. Jung i Freud skonfliktowali się z Isserlinem, ostatecznie, Jung oficjalnie wykluczył Isserlina z udziału w Kongresie Towarzystwa Psychoanalitycznego w Norymberdze w 1910 roku. W latach 20. staraniem Isserlina utworzono w Monachium klinikę urazów mózgu i klinikę psychiatrii dziecięcej. Po dojściu narodowych socjalistów do władzy, latem 1933 roku Isserlin utracił stanowisko dyrektora kliniki urazów mózgu. W 1939 roku razem z rodziną emigrował do Wielkiej Brytanii, zamieszkał w Sheffield z córką Friedą Beate, absolwentką studiów medycznych. Frieda Beate Isserlin została asystentką w szpitalu w Sheffield, natomiast Max Isserlin nie mógł podjąć tam pracy i był na utrzymaniu córki. Zmarł w lutym 1941 roku po operacji przerostu prostaty, której poddał się w szpitalu w Sheffield; pochowany jest na tamtejszym żydowskim cmentarzu. Żona Ernestine z domu Sussmann przeżyła męża osiem lat. Brat Maxa Aron Isserlin, lekarz w klinice w Heidelbergu i Saarbrücken, emigrował do Palestyny. Syn Benedikt Sigmund studiował w Szwajcarii i Edynburgu historię, archeologię i orientalistykę.

## Wybrane prace
- Assoziationsversuche bei einem forensisch begutachteten Falle von epileptischer Geistesstörung[1]. 1906
- Psychologische Untersuchungen an Manisch-Depressiven[2]. 1907
- Die psychoanalytische Methode Freuds. Zeitschrift für die gesamte Neurologie und Psychiatrie 1, 1, 1910
- Über die Beurteilung von Bewegungsstörungen bei Geisteskranken, 1910
- Kraepelins Experimente mit kleinen Alkoholdosen. Zeitschrift für die gesamte Neurologie und Psychiatrie 6, 1, 1911
- Isserlin M, Gudden H. Psychiatrische Jugendfürsorge (mit besonderer Berücksichtigung der Verhältnisse in Bayern) (1912)
- Über Agrammatisms (1922)
- Psychologisch-phonetische Untersuchungen (1925)
- Psychologie und klinische Psychiatrie (1926)
- Die pathologische Physiologie der Sprache I (1929)
- Die pathologische Physiologie der Sprache II (1929)
- Anmerkungen zu der Entgegnung von Gräfin v. Kuenburg (1933)
- Die pathologische Physiologie der Sprache. Monatsschrift Kinderheilkunde 38, 1, 1936